# Pilea mutisiana
Pilea mutisiana là loài thực vật có hoa trong họ Tầm ma. Loài này được (Spreng.) Wedd. miêu tả khoa học đầu tiên năm 1852.